# Sericostoma timidum
Sericostoma timidum là một loài Trichoptera trong họ Sericostomatidae. Chúng phân bố ở miền Cổ bắc.